# Липа (община Добреполе)
Вижте пояснителната страница за други значения на Липа.
Липа (на словенски: Lipa) е село в Словения, регион Средна Словения, община Добреполе. Според Националната статистическа служба на Република Словения през 2015 г. селото има 76 жители.